# Filips van Stavele
Filips van Stavele (* 1509; † 1563)  war Botschafter von Margarethe von Parma bei Elisabeth I. von England.

## Leben
Van Stavele machte in der Armee von  Karl V. Karriere, vor allem in den italienischen Kriegen. Am 16. Mai 1550 wurde er zum Grootmeester der niederländischen Artillerie befördert. Am 17. November 1555 berief ihn Karl V. in seinen Brüsseler Staatsrat. Im Januar 1556 wurde er in Antwerpen in den Orden vom Goldenen Vlies aufgenommen. Philipp II. gewährte ihm eine einmalige Zahlung von 15.000 Écus. Er genoss das Vertrauen des Monarchen und von Antoine Perrenot de Granvelle, der ihn 1558 zum Gouverneur von Artois berief.
Im März 1560 entsandte ihn Margarethe von Parma die Statthalterin der habsburgischen Niederlande, zu einer diplomatischen Mission nach England. Er sollte Elisabeth I. von England dazu bewegen, ihre Schutzpolitik gegenüber den Hugenotten aufzugeben. Sein Einsatz trug zu einer Vereinbarung zwischen Elisabeth I. und Franz II. von Frankreich am 6. Juli 1560 bei.
Nach seiner Rückkehr in die spanischen Niederlande Ende Juni 1560 wurde Filips van Stavele über die Opposition des niederländischen Adels informiert. Er geriet in  Konflikt mit Granvelle. Henri Pirenne schrieb ihm großen Einfluss auf Wilhelm I. von Oranien und Lamoral von Egmond zu. 1563 zug er sich auf seine Besitzungen in Frankreich zurück. Nach seinem Tod bekam seine Witwe 1575 ausstehende Diäten aus seiner Zeit im Staatsrat ausgezahlt.